# Jyväskylän maalaiskunta
Jyväskylän maalaiskunta (Zweeds: Jyväskylä landskommun) is een voormalige gemeente in de Finse provincie West-Finland en in de Finse regio Centraal-Finland. De gemeente heeft een totale oppervlakte van 449 km2 en telde 33.485 inwoners in 2003.
In 2009 is de gemeente samengevoegd met Jyväskylä. Het was de laatst bestaande gemeente die de naam maalaiskunta droeg.

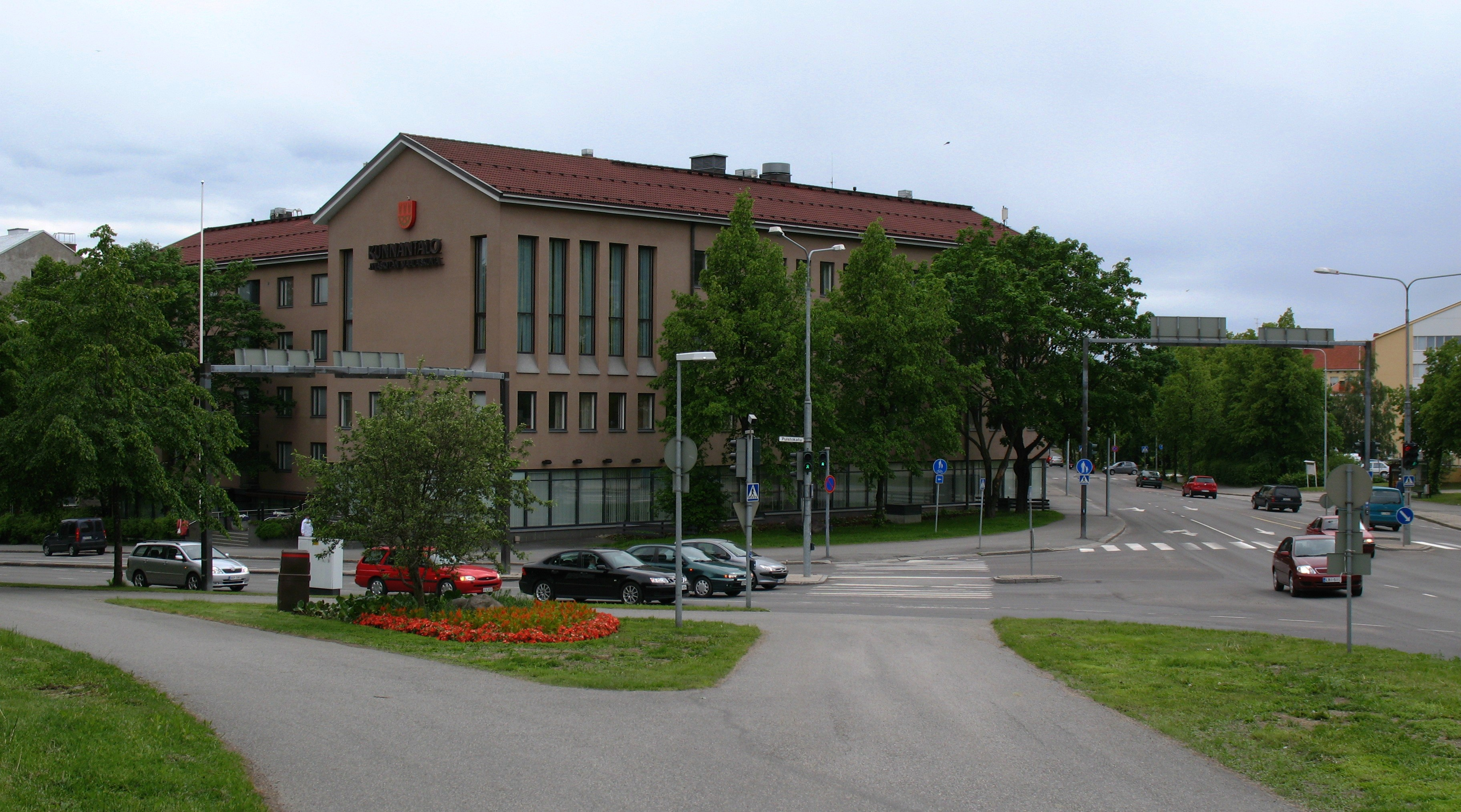

Äänekoski · Hankasalmi · Joutsa · Jyväskylä · Jämsä · Kannonkoski · Karstula · Keuruu · Kinnula · Kivijärvi · Konnevesi · Kuhmoinen · Kyyjärvi · Laukaa · Luhanka · Multia · Muurame · Petäjävesi · Pihtipudas · Saarijärvi · Toivakka · Uurainen · Viitasaari · Äänekoski
Voormalige gemeenten:
Jämsänkoski · Jyväskylän maalaiskunta · Konginkangas · Korpilahti · Koskenpää · Leivonmäki · Pihlajavesi · Pylkönmäki · Säynätsalo · Sumiainen · Suolahti